# 클레어 윈저

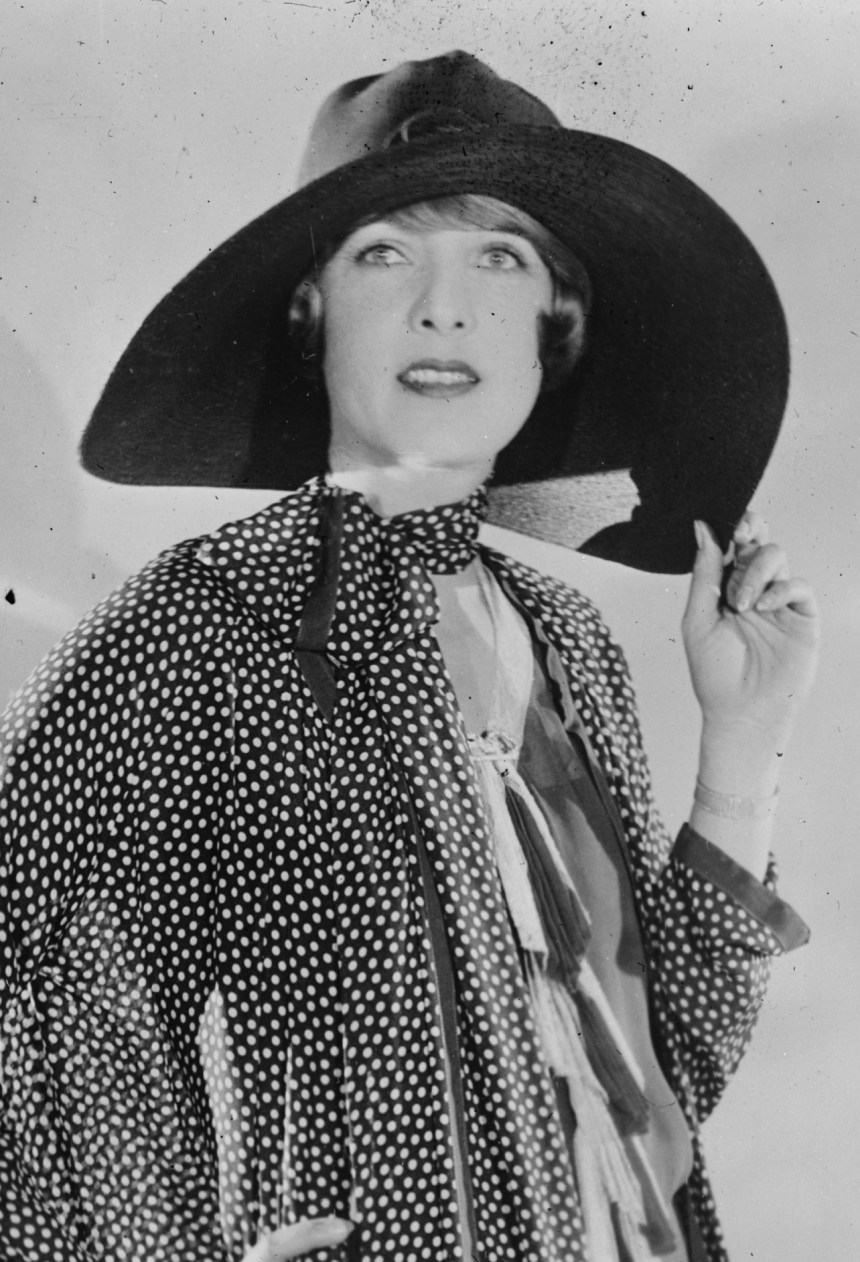

클레어 윈저(Claire Windsor, 1892년 4월 14일 ~ 1972년 10월 24일)는 미국의 배우, 영화배우이다.
할리우드에서 사망하였다. 사인은 심근 경색이다. 포리스트 론 메모리얼 파크에 매장되었다.

## 영화
- 토퍼 (1937년)
- 시스터 투 쥬다스 (1932년)
- 디 아퀴틀 (1923년)